# Præsentation for en kender
Præsentation for en kender er et billede malet af Julius Exner i 1887.
Billedet forestiller en dreng, som optræder med violin for to voksne, en mand og en dame. Scenen er ifølge ARoS fra et bondehjem på Amager. Julius Exner var i hans senere år stærkt interesseret i Fanøs folkeliv.

## Ekstern henvisning
- Julius Exner (Webside ikke længere tilgængelig)